# Fracchia contro Dracula
Fracchia contro Dracula è un film italiano del 1985 diretto da Neri Parenti.
È la seconda delle tragicomiche avventure dell'impacciato geometra Giandomenico Fracchia, libera parodia del romanzo di Bram Stoker sul conte Dracula. Da segnalare la presenza di un personaggio della serie di Fantozzi, ossia il ragionier Filini.
Il film, pur essendo diretto dallo stesso regista e interpretato dallo stesso attore, non è un sequel di Fracchia la belva umana, perché in effetti il personaggio di Fracchia muore nel film appena citato.
Esiste tuttavia una versione alternativa con Kaspar Jabonsk (Andrea Gnecco) che affronta Dracula al posto della sorella Luna, mai uscita.
Degna di nota, per una produzione del genere, la presenza di Luciano Tovoli alla fotografia e Bruno Zambrini alla colonna sonora.

## Trama

Il ragionier Filini e Fracchia

Giandomenico Fracchia è un venditore immobiliare sfortunato sull'orlo del licenziamento: infatti se non venderà a un cliente almeno una casa sarà licenziato in tronco. Questo dilemma lavorativo, aggiunto alla difficile intesa sessuale con la sua fidanzata, causano nell'uomo un forte stress emotivo. Un giorno Fracchia troverà nel ragioniere Arturo Filini l'acquirente perfetto per salvarsi il posto di lavoro, anche se questi è un uomo avaro che vuole spendere poco per un immobile per un week end.
Fracchia è costretto ad accettarlo dato che il capo dell'agenzia immobiliare non vuole sapere giustifiche al riguardo, ma è solo intento a licenziare Fracchia in caso di un mancato affare. Così Fracchia gli andrà a vendere un castello enorme in Transilvania, dimora di un certo Conte Vlad, e decidono il giorno successivo di partire per vedere la dimora, Fracchia gli farà credere che la Transilvania è una zona non molto distante da dove vivono per evitare che la conoscenza della lontananza del luogo faccia saltare l'affare.
Il giorno successivo i due partono per la Transilvania, ma per riposare si fermano per strada e alloggiano una notte in una locanda transilvana dove a quanto sembra il nome di Vlad suscita un enorme terrore tra la popolazione se nominato. Contattano un notaio, che gli sconsiglia l'acquisto del castello, dato che è occupato, ma più che questo lascia intendere che il conte Vlad è una presenza tetra. Fracchia si è reso conto di ciò, ma ne tace con Filini per evitare che quest'ultimo faccia saltare l'affare.
Nel frattempo, la sera stessa al castello in vendita, il Conte Vlad, alias Dracula, e sua sorella Oniria, due vampiri (le cause della paura dei paesani), si alzano dalle loro bare e volano tramutati in pipistrelli in cerca di sangue in paese, e mentre Oniria uccide l'ammazza-vampiri Kaspar Jabonsk, Dracula uccide Catarina, la cameriera della locanda dove Filini e Fracchia hanno pernottato, sotto gli occhi dello stesso Giandomenico che avendo frainteso pensa che la ragazza abbia preferito fare l'amore con il misterioso amante invece che con lui.
Il giorno successivo i due sfortunati uomini si dirigono all'oscura dimora del conte vampiro e vengono accolti dentro dal maggiordomo di costui, un cieco con lo sguardo sinistro, e qui fanno conoscenza di Boris, il servitore gobbo, e dei due sovrani, Dracula e la contessa Oniria, che li ospitano per la notte. Al castello giunge anche la bella Luna Jabonsk, sorella del defunto Kaspar, in cerca di vendetta per la morte del fratello, che viene sfortunatamente catturata da Boris e chiusa in gabbia, mentre Oniria finisce per innamorarsi di Fracchia poiché vergine, ma Dracula è contrario alla relazione perché la sorella è promessa in sposa a Franky, il mostro di Frankenstein, che raggiunge anche lui il castello in qualità di avvocato del conte.
Per ottenere la mano della bella vampira, Giandomenico e Franky si sfidano a tennis e il mostro lo batte grazie al gioco sporco, poiché Dracula lo aveva ricaricato di elettricità (fonte di vita di Franky) con un fulmine. Alla fine, dato che la partita era truccata e quindi non era valida, Oniria rimprovera Dracula per essere stato sleale, quindi Fracchia, Filini, Franky e Dracula si sfidano a poker. L'agente immobiliare vince la partita tirandola per le lunghe (approffitando del fatto che Dracula non può stare sveglio durante le ore diurne) e il conte si lamenta che mai ha perso in vita sua; a questo punto Filini capisce che lui è il famoso Dracula di cui ha sentito parlare.
A un certo punto l'alba sorge e il conte, costretto ad abbandonare la sfida, per proteggersi dal sole si rifugia nella cripta rientrando nella sua bara. Fracchia e Filini tentano di fuggire e nella fuga Filini comunica all'agente immobiliare che, poiché l'aveva negligentemente portato tra i vampiri, avrebbe fatto un rapporto al suo direttore; nel corso della loro fuga ritrovano Luna in gabbia e tramite uno dei suoi cavicchi di frassino tentano quindi di uccidere Dracula mentre dorme infilzandoglielo nel cuore, ma falliscono. 
La sera stessa Fracchia viene chiesto in "sposo" da Oniria e in loro onore viene organizzata una festa matrimoniale al castello con ospiti vampiri, zombie e altri mostri amici e parenti sovrannaturali, ma Luna, liberata da Boris dalla sua prigionia in quanto infatuato di lei, si nasconde nella torta nuziale, per poi fuoriuscire e distrarre gli invitati, permettendo a Fracchia e Filini di scappare. Durante la fuga, Giandomenico deve vedersela con Dracula stesso sulla cima della torre e mentre cerca di seminare il nemico, ironicamente Fracchia apre l'ombrello a mo' di paracadute per cercare di raggiungere i suoi amici gettandosi dal torrione.
Il Conte si teletrasporta davanti a lui e il puntale dell'ombrello, anche questo di frassino, perfora il suo cuore, uccidendolo. Alla fine si scopre che le disavventure di Giandomenico in Transilvania sono solo un suo incubo e che lui è ancora con la sua compagna al cinema, dove si era addormentato; tuttavia, mentre i due fidanzati se ne vanno, un uomo tale e quale al conte porge l'ombrello a Fracchia che lo stava per dimenticare lì e mentre viene lasciato solo egli rivolge un ghigno terrificante allo spettatore emettendo una risata satanica, per poi scoprire i suoi canini da vampiro. Il finale, che tinge di rosso sangue lo schermo, vuole far presagire che egli sia proprio il Conte Dracula.

## Distribuzione
La pellicola è stata distribuita da Titanus nelle sale cinematografiche italiane il 21 dicembre del 1985.

## Accoglienza

### Incassi
Il film ha incassato 412.000.000 di lire e si è classificato al 60º posto tra i primi 100 film di maggior incasso della stagione cinematografica italiana 1985-1986. Visto il fruttoso periodo dell'anno in cui uscì e l'enorme popolarità di Paolo Villaggio, lo storico e critico cinematografico Roberto Curti lo ha definito deludente dal punto di vista commerciale.

## Riprese

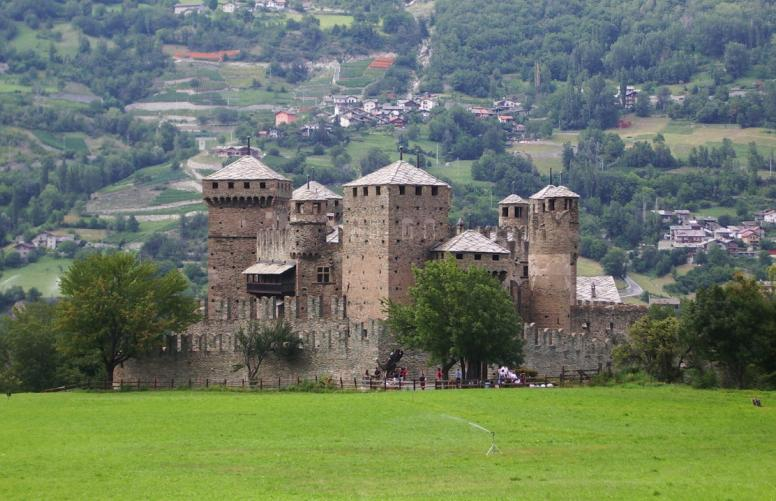
Il castello di Fénis (Valle d'Aosta) fu utilizzato per le scene in esterni del castello del Conte Vlad.

Le prime scene del film vennero girate presso alcune vie di Roma; per le scene ambientate nel castello, la pellicola venne soprattutto e in buona parte girata in studio. Gli esterni del castello furono girati al Castello di Fénis in Valle d'Aosta, mentre per alcuni interni del castello, come i sotterranei, venne sfruttato Palazzo Farnese a Caprarola.

## Citazioni interne
- Nel cinema all'inizio del film Fracchia e la sua ragazza stanno guardando il film Il ritorno dei morti viventi.
- Quando deve indicare la Transilvania sulla cartina geografica, Fracchia disegna una croce sull'Ungheria, ma la regione si trova in Romania.
- Alla cerimonia tra gli invitati appare Plinio Fernando, la Mariangela della saga di Fantozzi, qui truccato da vampiro e ribattezzato "Clèn".

## Riconoscimenti
Ciak d'oro - 1986
Candidatura a migliore attore non protagonista a Gigi Reder